# Acolasis endopolia
Acolasis endopolia är en fjärilsart som beskrevs av Dyar 1916. Acolasis endopolia ingår i släktet Acolasis och familjen nattflyn. Inga underarter finns listade i Catalogue of Life.